# Liste von Kraftwerken in Äthiopien
Die Kraftwerke in Äthiopien werden sowohl auf einer Karte als auch in Tabellen (mit Kennzahlen) dargestellt.

## Übersicht
Äthiopien hat als armes Entwicklungsland den Anspruch, elektrischen Strom klimaneutral zu produzieren, damit zu handeln und auch weiträumig zu exportieren. Aufgrund der an vielen Stellen für die Energieerzeugung vergleichsweise besonders vorteilhaften äußeren Bedingungen Äthiopiens (Wasser, Wind, Sonne, Erdwärme) hat das Land den Anspruch, auf importierte und fossile Energieträger wie Kohle so weit wie möglich zu verzichten und fokussiert stattdessen fast vollständig auf im Land verfügbare erneuerbare Energien.

## Bau und Planung von Kraftwerken
Äthiopien ist auf dem großen Sprung nach vorne, was die Entwicklung des Landes (bei stark wachsender Bevölkerung) betrifft. Dazu gehört der möglichst schnelle Aufbau einer Infrastruktur und auch der möglichst schnelle Ausbau der Kraftwerksleistung als eine Vorbedingung für starkes wirtschaftliches Wachstum. Das bedingt eine erhebliche Dynamik mit einer hohen Zahl an in Bau und in Planung befindlichen Kraftwerken zur Förderung der Elektrizitätswirtschaft. Die äthiopische Regierung geht von einem jährlich um 30 % wachsenden Energiebedarf aus, dies erzeugt einen erheblichen Bedarf an neuen Kraftwerken (und an Elektrifizierungsinfrastruktur), der erfüllt werden muss.
Im Zeitraum von fünf Jahren von 2009/10–2014/15 sollte die installierte Leistung aus Wasserkraft von ca. 2000 MWe auf 10.000 MWe verfünffacht werden. Hingegen gingen die offiziellen Zahlen für die gesamte installierte Leistung (inkl. Wasserkraft) im Jahr 2015 von tatsächlichen 2267 MWe aus, die wiederum im nächsten Fünfjahresplan (dem sogenannten GTP II) bis 2019/20 auf ca. 17.400 MWe ausgebaut werden sollen. Die Gründe waren Verzögerungen beim Bau der Kraftwerke und ein enger Finanzierungsrahmen. Seit dem Beginn des Baus des Grand Ethiopian Renaissance Dams (GERD) mit geplanten 6450 MW im Jahr 2011 hat sich der Finanzierungsrahmen nochmals deutlich eingeengt. Das Projekt GERD, ein nationales Prestigeprojekt, muss aufgrund internationaler Dispute von der äthiopischen Regierung allein bezahlt werden und verschlingt einen Großteil des Staatshaushaltes, Geld, das anderswo fehlt. Dies erzeugte unter anderem Engpässe bei der Elektrizitätserzeugung, die mit der Fertigstellung des Großkraftwerks Gilgel Gibe III erst einmal behoben werden konnten.

## Installierte Leistung und Jahreserzeugung
Im Jahre 2014 lag Äthiopien nach einer Abschätzung der CIA bzgl. der jährlichen Erzeugung mit 9,5 TWh an Stelle 101 und bzgl. der gesamten installierten Leistung mit 2,4 GWe an Stelle 104 in der Welt. Laut der Ethiopian Electric Power Corporation (EEPCo) betrug die installierte Leistung nur der Wasserkraftwerke in Äthiopien im Jahr 2015 2039,4 MWe Dies entspricht in etwa auch der Abschätzung der CIA.
Aus den Daten der Listen auf dieser Seite ergeben sich für Juli 2017 folgende Zahlen: 4267,5 MWe installierte Leistung (sog. „nameplate“-Leistung) in Äthiopien. Davon sind 97,4 % bzw. 4155,3 MWe erneuerbare Energien, anteilig dabei Wasserkraft zu 89,5 % und Windkraft zu 7,6 %, der Rest ist Geothermie.
Die Jahreserzeugung an elektrischer Energie ergibt sich für das Jahr 2015 aus den Zahlen dieser Seite, wobei der von den Kraftwerken durchschnittlich erreichte Nutzungsgrad eine Rolle spielt. 2015 wurde demnach (ohne das erst 2016 offiziell in Betrieb gegangene Kraftwerk Gilgel Gibe III zu berücksichtigen) eine Jahreserzeugung von 10,2 TWh für das Jahr 2015 erreicht, was in der Fortschreibung etwas oberhalb der von der CIA für das Jahr 2014 angegebenen Zahlen liegt. Rechnet man ab dem Jahr 2016 das in Betrieb gegangene Großkraftwerk Gilgel Gibe III mit ein, dann hätte sich die Jahreserzeugung an elektrischem Strom innerhalb eines Jahres mit ca. 22 TWh mehr als verdoppelt.

## Erläuterungen zu den Listen
In den Listen auf dieser Seite werden nur Kraftwerke in Betrieb oder in Bau ab einer Leistung ab 5 MWe vollständig angegeben. Damit fehlen vor allem kleinere Kraftwerke auf Ölbasis (die z. B. die großen äthiopischen Brauereien versorgen). Die in der Liste der Ölkraftwerke fehlenden Kraftwerke machen zusammen etwa 33 MWe an installierter Leistung aus. Zwei kleinere Wasserkraftwerke, die zusammen etwa 1,2 MWe erzeugen, werden auch nicht erwähnt. Ebenfalls fehlen in der Auflistung etwa 20.000 kleinteilige Solarpanels (SHS) mit insgesamt etwa 1 MWe für Haushalte und kleinere öffentliche Einrichtungen in unzugänglichen ländlichen Gegenden.
Die Liste der Kraftwerke auf dieser Seite umfasst nur aktive Projekte im Betrieb, im Bau oder in der Bauvorstufe, nicht jedoch solche in Planung oder solche, die zwar offiziell im Bau sind, jedoch aus diversen Gründen ruhen. Dies muss deshalb so sein, da in Äthiopien selbst groß angekündigte Projekte (mit Grundsteinlegung etc.) stillschweigend wieder eingestellt werden – die dann nirgends mehr erwähnt werden. Das betrifft selbst die als offiziell in Bau befindlichen Kraftwerke. Bei der Vielzahl an Absichtserklärungen gehen dann die wirklich in Konstruktion und mit Chancen auf Betrieb befindlichen Projekte im „weißen Rauschen“ unter.

## Listen der Kraftwerke mit Erneuerbaren Energien
Eine Teilübersicht wurde auch von der Ethiopian News Agency im März 2017 herausgegeben.

### Liste der Wasserkraftwerke
Der Blaue Nil als der wichtigste und größte Fluss Äthiopiens weist etwa 50 % der potenziell nutzbaren Wasserenergie des Landes auf. Trotzdem finden sich hier vergleichsweise wenig Wasserkraftwerke, da der Blaue Nil über weite Strecken in einem Canyon mit bis zu 1200 Metern Tiefe verläuft, was den zusätzlichen Nutzen von Staustufen zur Bewässerung umliegender landwirtschaftlicher Flächen massiv einschränkt. Zudem legen Nilanrainer, insbesondere Ägypten, immer wieder Beschwerde gegen geplante Wasserkraftwerke am Blauen Nil ein, was die Finanzierung der Projekte durch externe Banken sehr erschwert. Ein Extremfall ist das Chemoga Yeda-Projekt, das sich 2011 mit gesicherter Finanzierung offiziell im Bau befand, aber dann aufgrund einer ägyptischen Beschwerde die Finanzierung verlor. Zuletzt 2016 gab es bei diesem Projekt eine Neuausschreibung mit unbekanntem Ergebnis. Chemoga Yeda ist in der Liste der im Bau befindlichen Kraftwerke daher nicht aufgeführt.
Ansonsten gibt es aufgrund der gebirgigen Natur Äthiopiens ausreichend Möglichkeiten zur Erzeugung von Elektrizität durch Wasserkraft. Wasserkraft kann insbesondere auf der südlichen und der westlichen Seite und im Zentrum des Hochlandes von Abessinien gewonnen werden, da hier der meiste saisonale Regen (Südwest-Monsun) fällt, darum konzentrieren sich die Wasserkraftwerke hier. Nur auf der Ostseite des Somali-Hochlandes im Genale-Dawa Becken sind ebenfalls gewisse Mengen an Elektrizität aus Wasserkraft durch kaskadierende Stau- und Kraftwerksbauten zu gewinnen.
| Kraftwerk                 | Installierte Leistung (MWe) | Nutzungs- grad | Fluss      | Status      | Höhe des Damms (m) | in Betrieb seit | Besonderheit                     |
| ------------------------- | --------------------------- | -------------- | ---------- | ----------- | ------------------ | --------------- | -------------------------------- |
| Aba Samuel                | 6,6                         | (0,29)         | Akaki      | in Betrieb  |                    | 1932            | Rehabilitation 1970 bis 2016     |
| Sor                       | 5                           | 0,49           | Sor        | in Betrieb  | Einlauf            | 1990            |                                  |
| Koka (Awash I)            | 43                          | 0,29           | Awash      | in Betrieb  | 42                 | 1960            |                                  |
| Awash II+III              | 64                          | 0,59           | Awash      | in Betrieb  | Einlauf            | 1966 1971       |                                  |
| Fincha                    | 134                         | 0,67           | Fincha     | in Betrieb  | 20                 | 1973            |                                  |
| Fincha Amerti Neshe (FAN) | 97                          | 0,52           | Neshe      | in Betrieb  | 38                 | 2011            |                                  |
| Gilgel Gibe I             | 184                         | 0,51           | Omo        | in Betrieb  | 40                 | 2004            |                                  |
| Gilgel Gibe II            | 420                         | 0,52           | Omo        | in Betrieb  | Einlauf            | 2010            |                                  |
| Gilgel Gibe III           | 1870                        | 0,72           | Omo        | in Betrieb  | 243                | 2016            |                                  |
| Koysha                    | (2160)                      | (0,34)         | Omo        | im Bau      | 179                |                 |                                  |
| Melka Wakena              | 153                         | 0,41           | Shabelle   | in Betrieb  | 38                 | 1989            |                                  |
| Tana Beles                | 460                         | 0,34           | Beles      | in Betrieb  | Einlauf            | 2010            |                                  |
| Tekeze                    | 300                         | 0,4            | Tekeze     | in Betrieb  | 185                | 2010            |                                  |
| Tis Abay I+II             | 85                          | 0,71           | Blauer Nil | in Betrieb  | Einlauf            | 1953 2001       |                                  |
| GERD                      | (6450)                      | (0,28)         | Blauer Nil | im Bau      | 145                |                 | 60 % fertiggestellt (8/2017)     |
| Genale Dawa III           | 254                         | (0,54)         | Ganale     | in Betrieb  | 110                | 2020            |                                  |
| Genale Dawa VI            | (257)                       | (0,67)         | Ganale     | Bauvorstufe | 39                 |                 | öffentlich-private Partnerschaft |
| Geba I+II                 | (391)                       | (0,52)         | Gebba      | Bauvorstufe | 46 70              |                 | Bewässerung 460.000 ha           |
| Total (Bau / Bauvorstufe) | (9258)                      |                |            |             |                    |                 |                                  |
| Total in Betrieb          | 4075,6                      |                |            |             |                    |                 |                                  |

Der Nutzungsgrad der vor 2016 vollständig am Netz angeschlossenen Wasserkraftwerke lag – unter Nutzung von Zahlen der Ethiopia Electric Power (EEP) für das Jahr 2015 – bei insgesamt 0,46, was im weltweiten Durchschnitt für Wasserkraftwerke liegt. Das 2015/16 schrittweise hochgefahrene Großkraftwerk Gilgel Gibe III wies im ersten Betriebsjahr (möglicherweise einmalig) einen Nutzungsgrad von 0,72 auf, während im Planungsstadium von einem Nutzungsgrad von 0,4 ausgegangen war.
Bei den 2015 in Bauvorstufe und im Bau befindlichen Kraftwerken wurde ansonsten der geplante Nutzungsgrad angegeben. Ein Sonderfall ist das im Bau befindliche äthiopische Nationalprojekt GERD, bei diesem Projekt ändern sich die geplanten Zahlen immer wieder. Bei einer (2017) geplanten installierten Leistung von 6.450 MW und einer geplanten jährlichen Energieerzeugung von 15.692 GWh liegt der geplante Nutzungsgrad von GERD bei international niedrigen 0,28, der niedrigste Wert aller in Betrieb und im Bau befindlichen Kraftwerke Äthiopiens.

### Liste der Windparks
Windkraft ergänzt in Äthiopien die Wasserkraft in nahezu idealer Weise. Übermäßig vereinfachend gesagt ist Windenergie dann ausreichend verfügbar, wenn die Wasserreservoirs leer sind während Wasserenergie im Überfluss vorhanden ist, wenn kein Wind weht. Während der Trockenzeiten bläst ein stetiger, kräftiger Nordost-Passat, während in der Haupt-Regenzeit der Wind des Südwest-Monsuns eher schwach weht, dafür jedoch ausreichend Regen für die Wasserkraftwerke fällt. Nach The Wind Power sind in Äthiopien zurzeit (Stand Oktober 2016) drei operierende Windparks erfasst.
| Windpark                  | Installierte Leistung (MWe) | Nutzungs- grad | Turbinen | Ort     | in Betrieb seit | Status     | Besonderheit                |
| ------------------------- | --------------------------- | -------------- | -------- | ------- | --------------- | ---------- | --------------------------- |
| Adama I                   | 51                          | 0,55           | 34       | Adama   | 2012            | in Betrieb |                             |
| Adama II                  | 153                         | (0,34)         | 102      | Adama   | 2015            | in Betrieb |                             |
| Ashegoda                  | 120,18                      | 0,53           | 84       | Mek’ele | 2013            | in Betrieb |                             |
| Aysha I                   | (120)                       | (0,34)         | 80       | Aysha   |                 | im Bau     | Aysha II + Aysha III folgen |
| Total (Bau / Bauvorstufe) | (120)                       |                |          |         |                 |            |                             |
| Total in Betrieb          | 324,18                      |                |          |         |                 |            |                             |

Aysha I (120 MW), Aysha II (120 MW) und Aysha III (60 MW) sind in einer Konzession zusammengefasst, der tatsächliche Ausbau wird daher auf 300 MW installierter Leistung erfolgen. Gebaut wird aber erst einmal Aysha I.
Der Nutzungsgrad der Windturbinen unter Nutzung von Zahlen der Ethiopia Electric Power (EEP) für das Jahr 2015 lag 2015 bei 0,53, international ein hoher Wert. Geplant waren (und sind) für Windkraftwerke in Äthiopien lediglich Nutzungsgrade von 0,3-0,4.

### Liste der Geothermiekraftwerke
Aufgrund der Lage Äthiopiens am ostafrikanischen Grabenbruch mit seinen Vulkanen hat das Land Zugriff auf oberflächennahe Erdwärme aus in Spalten aufsteigendem Magma. Den Zugriff auf Erdwärme will das Land zum Bau mehrerer Geothermiekraftwerke nutzen. Der Wirkungsgrad von Geothermieanlagen ist relativ niedrig (oft nur 10–15 %), so dass die thermische Leistung und die elektrische Leistung sehr unterschiedlich sein können. Es ist im Prinzip möglich, die überschüssige thermische Leistung für andere Zwecke als die Elektrizitätsgewinnung zu nutzen.
Großes Plus der Geothermie ist die hohe Konstanz der Verfügbarkeit, rund um die Uhr und 365 Tage im Jahr, so dass die Kraftwerke immer auf hoher Last betrieben werden könnten.
| Kraftwerk                 | Installierte Leistung (MWe) | Nutzungsgrad | Thermische Leistung (MWth) | Ort          | Status      | Bohrungen | in Betrieb seit | Besonderheit                                   |
| ------------------------- | --------------------------- | ------------ | -------------------------- | ------------ | ----------- | --------- | --------------- | ---------------------------------------------- |
| Aluto Langano I           | 7.3                         | 0.65         | 80                         | Zway/Langano | in Betrieb  | 4         | 1998            | Rehabilitation 2002–2009                       |
| Aluto Langano II          | (70)                        | (0.8)        | (~800)                     | Zway/Langano | im Bau      | 24        |                 |                                                |
| Tendaho                   | (10)                        | (0.8)        | (~100)                     | Dubti        | im Bau      | 6         |                 |                                                |
| Corbetti                  | (500)                       | (0.8)        | (< 5000)                   | Shashamane   | Bauvorstufe | ca. 150   |                 | rein privat finanziert 3 Stufen: 25–50–500 MWe |
| Total (Bau / Bauvorstufe) | (580)                       |              |                            |              |             |           |                 |                                                |
| Total in Betrieb          | 7,3                         |              |                            |              |             |           |                 |                                                |

Der Wirkungsgrad liegt deutlich niedriger als der Nutzungsgrad.

### Liste der Kraftwerke mit Kraft-Wärme-Kopplung
Das Land hat ein industriell nutzbares Biomassepotenzial zur Verbrennung, zum Beispiel durch organischen Müll. Da sich dabei simultan eine thermische Wirkung als auch eine Dampferzeugung (Dämpfe zum Betrieb von Turbinen) ergeben, sind solche Kraftwerke über eine Kraft-Wärme-Kopplung (KWK) sehr effizient. Die Abwärme kann sowohl zur Feuerung als auch zur Erzeugung von elektrischem Strom genutzt werden. Ein Teil des erzeugten elektrischen Stroms wird wiederum zum Betrieb der Anlage benötigt.

#### Zucker- und Ethanolherstellung
Beim Herstellungsprozess von Zucker aus Zuckerrohr in Zuckerfabriken verbleiben als Abfälle die Bagasse, eine faserige Biomasse sowie Melasse, ein zäher Sirup. Mittels Kraft-Wärme-Kopplung kann die Bagasse verbrannt werden unter Erzeugung von Wärme und Elektrizität. Beides kann zur Herstellung von Zucker und zur Herstellung von Bioethanol (aus der Melasse) genutzt werden. Die Energiebilanz ist dabei derart günstig, dass die Anlage zur Kraft-Wärme-Kopplung in der Summe keine Energie verbraucht, sondern herstellt, die als elektrische Überschussenergie in das elektrische Netz eingespeist werden kann.
Die installierte Leistung ist immer größer als der Eigenbedarf der Zuckerfabrik, da der Nutzungsgrad mit berücksichtigt werden muss, der meist bei 0,8 liegt. Wird das Optimum des Nutzungsgrades nicht erreicht, wird eine Zuckerfabrik u. U. sogar zum Konsumenten von elektrischem Strom, da der benötigte Eigenverbrauch eine Fixgröße ist. Berücksichtigt werden in der Tabelle nur Zuckerfabriken, bei denen eine KWK-Anlage vorgesehen und mindestens im Bau ist.
Es ist in Äthiopien nicht unüblich, dass angekündigt wird, eine im Bau befindliche Fabrik wäre im nächsten Monat fertiggestellt. Das läuft dann über Jahre mit den immer gleichen Fabriken. Sind sie dann tatsächlich fertiggestellt und gehen in Betrieb, so muss die KWK-Anlage nicht auch rechtzeitig fertig und in Betrieb sein. Bis auf die ersten drei Fabriken in der folgenden Tabelle, deren Betrieb zweifelsfrei ist, ist es bei den anderen nicht möglich, festzustellen, ob die KWK-Anlagen im Bau oder in Betrieb sind.
| Zuckerfabrik mit Kraft-Wärme-Kopplung | Installierte Leistung (MWe) | Eigenverbrauch (MWe) | Max. Netzleistung (MWe) | Nutzungsgrad | Ort      | Status               |
| ------------------------------------- | --------------------------- | -------------------- | ----------------------- | ------------ | -------- | -------------------- |
| Wonji-Shoa                            | 30                          | 9                    | 21                      | 0.8          | Adama    | in Betrieb           |
| Metehara                              | 9                           | 9                    | 0                       | 0.8          | Metehara | in Betrieb           |
| Finchaa                               | 30                          | 18                   | 12                      | 0.8          | Fincha   | in Betrieb           |
| Kessem                                | 26                          | 10                   | 16                      | 0.8          | Amibara  | Probebetrieb         |
| Tendaho                               | (60)                        | (22)                 | (38)                    | (0.8)        | Asaita   | teilweise in Betrieb |
| Omo Kuraz I                           | (45)                        | (16)                 | (29)                    | (0.8)        | Kuraz    | im Bau               |
| Omo Kuraz II                          | 60                          | 20                   | 40                      | 0.8          | Kuraz    | Probebetrieb         |
| Omo Kuraz III                         | (60)                        | (20)                 | (40)                    | (0.8)        | Kuraz    | im Bau               |
| Total (Bau / Teilbetrieb)             |                             |                      | (74)                    |              |          |                      |
| Total in Betrieb                      |                             |                      | 87                      |              |          |                      |

#### Müllverbrennung
In Addis Abeba befindet sich auf dem Gelände einer alten kommunalen Mülldeponie der Stadt ein in Bau befindliches Müllkraftwerk, das für 1450 Tonnen Müll aus Haushalten täglich ausgelegt ist. Dieses soll noch 2017 in Betrieb genommen werden. Das Kraftwerk besitzt einen Boiler zu 110 MWth, der so ausgelegt ist, dass er genau einen Generator mit Nennkapazität von 25 MWe betreiben kann. Da das Kraftwerk zwei Generatoren gleicher Kapazität besitzt (Nennkapazität in der Summe 50 MW), ist hier eine Redundanz bei einem Generatorstillstand oder eine Reserve bei hoher Boilerleistung vorhanden. Der Nutzungsgrad des Gesamtsystems mit einem Generator liegt bei geplanten 0.82. Mit dem zweiten Generator lässt sich dann aber prinzipiell ein ganzjähriger Betrieb mit einem größeren Gesamtnutzungsgrad realisieren.
| Kraftwerk              | Elektrische Leistung (MWe) | Thermische Leistung (MWth) | Ort         | Status        | in Betrieb seit | Besonderheit                                            |
| ---------------------- | -------------------------- | -------------------------- | ----------- | ------------- | --------------- | ------------------------------------------------------- |
| Reppie Waste-to-Energy | (25)                       | (110)                      | Addis Ababa | im Bau (95 %) |                 | 2 redundante Generatoren (nameplate: 2×25 MWe = 50 MWe) |

### Liste der Solarparks
Bislang existieren in Äthiopien keine Solarparks (Photovoltaik). Es sind aber mehrere geplant. Die Besonderheit der Photovoltaik ist generell der niedrige Nutzungsgrad von typischerweise 0,1–0,25, wobei Äthiopien eher am oberen Limit liegt. Bei einer geplanten installierten Leistung von 300 MWe wären dann erwartbar nur etwa 60–75 MWe auch tatsächlich erreichbar.

## Listen der Kraftwerke mit nicht-erneuerbaren Energien

### Liste der Ölkraftwerke
In abgelegenen Regionen ohne Fernleitungen und für Spitzenlasten in Ballungszentren existieren auch Ölkraftwerke auf Dieselbasis.
Aufgeführt sind nur die größeren Ölkraftwerke. Die öffentlich bereitgestellte Leistung beträgt in Äthiopien insgesamt 112 MWe. Davon sind 79,2 MWe in der Tabelle aufgeführt. Die restlichen etwa 33 MWe an installierter Leistung sind kleine bis kleinste Kraftwerke mit installierten Leistungen unter 5 MWe, unter anderem unternehmenseigene Kraftwerke.
| Kraftwerk    | Installierte Leistung (MWe) | Nutzungsgrad | Standort    | Status     |
| ------------ | --------------------------- | ------------ | ----------- | ---------- |
| Dire Dawa    | 40                          | 0,83         | Dire Dawa   | in Betrieb |
| Awash 7 Kilo | 28                          | 0,8          | Awash       | in Betrieb |
| Kaliti       | 11,2                        | 0,82         | Addis Abeba | in Betrieb |

Der Nutzungsgrad aller Dieselkraftwerke zusammen lag 2015 bei 0,82, ein guter Wert für thermische Kraftwerke.

### Sonstige Kraftwerke
Von Dieselkraftwerken abgesehen existieren keine Kraftwerke aus nicht erneuerbaren Energien und es sind auch keine weiteren geplant. Im Jahr 2006 existierten Bestrebungen, ein 100 MW Kohlekraftwerk, das Yayu-Kohlekraftwerk, zu errichten. Die Planungen wurden eingestellt, da die Umweltauswirkungen zu groß waren.

## Potenziale und Energiereserven
Prominent sind in Äthiopien insbesondere Wasser- und Windkraft, aufgrund der besonderen Lage im ostafrikanischen Graben aber auch die Geothermie. Das Potenzial der nutzbaren Reserven aus der Wasserkraft wird zu 45 GW angegeben, davon sind in Äthiopien ca. 3,8 GW realisiert und damit 8,4 %. Die nutzbaren Reserven aus der Windkraft betragen 1350 GW, davon sind nur etwa 0,3 GW realisiert, also weit unter einem Prozent. Bei der Erdwärme (Geothermie) könnten zwischen 1 und 5 GW wirtschaftlich ausbeutbar sein, auch da ist weniger als ein Prozent realisiert. Daneben besitzt Äthiopien noch kleine bekannte Vorkommen an Erdgas (113 Mrd. m³) und Kohle, die aber bis auf Weiteres nicht erschlossen werden und die zur Energieerzeugung nicht gebraucht werden.
Priorität haben insbesondere die großmaßstäbliche Erzeugung aus der Wasserkraft, aber auch der Windkraft. Hinzu kommen in zweiter Linie größere Projekte zur Geothermie und zur Solarenergie (Photovoltaik). Der besondere Fokus auf die Wasserkraft ergibt sich daraus, dass die dafür gebauten Stauseen nicht nur zur Elektrizitätserzeugung genutzt werden können, sondern auch zur Bewässerung landwirtschaftlicher Flächen. Das ist gerade in einem Land wie Äthiopien, das immer wieder von Dürren und Hungersnöten heimgesucht wird, wichtig.